# Cesare Boldrini
Cesare Boldrini (Castel d'Ario, 1816 – Napoli, 1º ottobre 1860) è stato un patriota e medico italiano, il quale partecipò alla Spedizione dei Mille.

## Biografia
Medico nativo di Castel d'Ario, in provincia di Mantova, partecipò come combattente ai moti del 1848 e del 1849 e riportò una ferita durante la difesa della Repubblica romana. Costretto all'esilio, si guadagnò da vivere scrivendo.
Nel 1859 si arruolò tra i Cacciatori delle Alpi e nel 1860 partecipò alla Spedizione dei Mille con il grado di maggiore. Durante la spedizione trovò la morte: venne infatti ferito ai Ponti della Valle di Maddaloni, presso Caserta, e spirò poco dopo a Napoli.